# Resolució 1682 del Consell de Seguretat de les Nacions Unides
La Resolució 1682 del Consell de Seguretat de les Nacions Unides fou adoptada per unanimitat el 2 de juny de 2006. Després de recordar les resolucions anteriors sobre la situació a Costa d'Ivori i la subregió, incloses les resolucions 1652 (2005) i 1667 (2005), el Consell va autoritzar un augment de la força de l'Operació de les Nacions Unides a Costa d'Ivori (UNOCI).

## Detalls
El Consell de Seguretat va expressar la seva preocupació per la continuació de la crisi a Costa d'Ivori, els obstacles al procés de pau de totes les parts i la seva amenaça per a la regió.
Actuant sota el Capítol VII de la Carta de les Nacions Unides, el Consell va prendre nota de les recomanacions del secretari general de les Nacions Unides Kofi Annan i va autoritzar un augment de la força d'UNOCI fins al 15 de desembre de 2006 de fins a 1.500 personal addicional, incloent 1.025 militars i 475 policies.
La resolució va declarar la disposició del Consell de mantenir la situació sota revista.